# Willie Ritchie

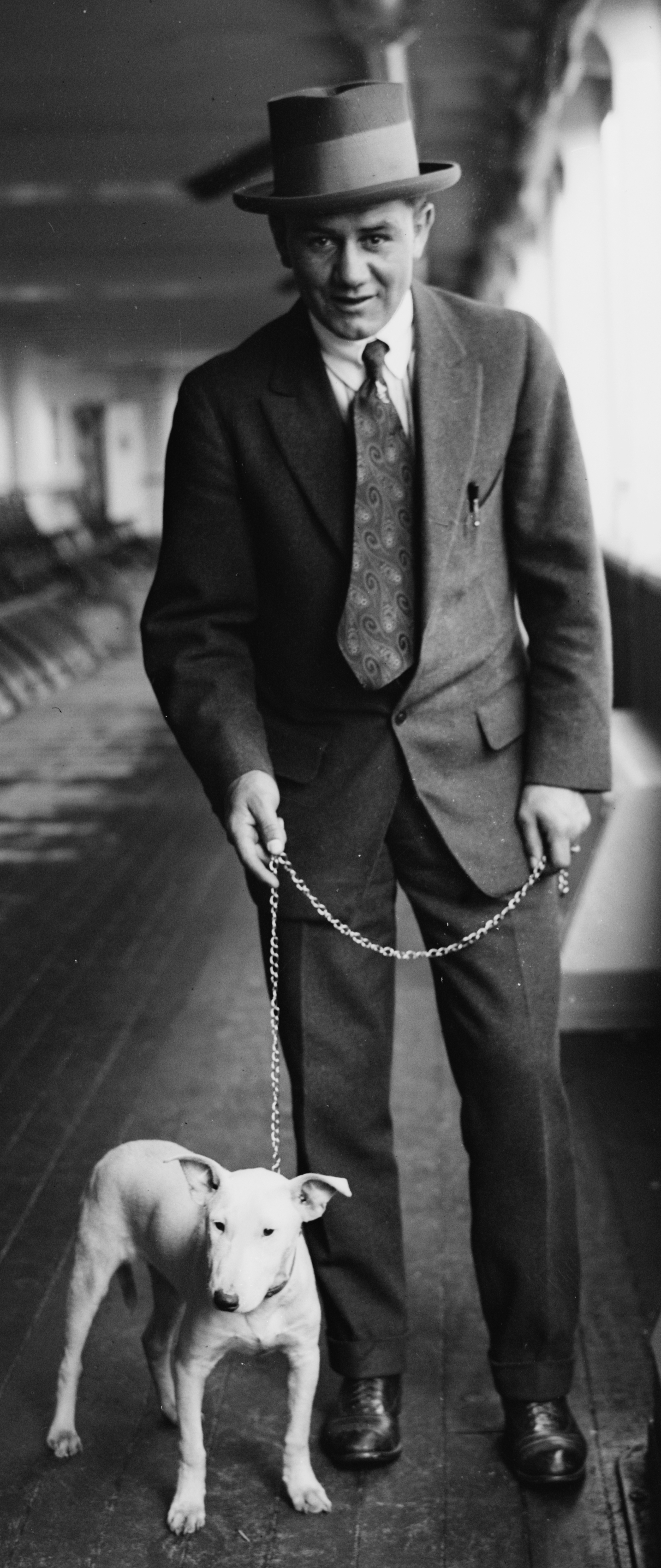
Willie Ritchie mit Hund

Willie Ritchie (* 13. Februar 1891 in San Francisco, Kalifornien, USA; † 24. März 1975 in Burlingame, Kalifornien, USA) war ein US-amerikanischer Boxer und hielt von 1912 bis 1914 den universellen Weltmeistergürtel im Leichtgewicht.
Im Jahre 2004 fand er Aufnahme in die International Boxing Hall of Fame.